# Filip Ozobić
Filip Ozobić (Bjelovar, 8 aprile 1991) è un calciatore croato naturalizzato azero, centrocampista del Turan Tovuz e della nazionale azera.

## Caratteristiche tecniche
Centrocampista offensivo destro, Ozobiċ è agile e può ricoprire il ruolo di trequartista, quello di ala sinistra o quello di interno di centrocampo dimostrando una buona polivalenza tattica.

## Carriera

### Club
Cresciuto nelle giovanili di Mladost Ždralovi, Dinamo Zagabria, Zadar e Spartak Mosca, viene inserito nella prima squadra dello Spartak dal 2008 ma non gioca alcun incontro. Ozobić non riesce a giocare neanche nella stagione successiva, esordendo solamente nei minuti di recupero della partita di campionato contro la Dinamo Mosca (1-1) sostituendo Nikola Drinčić. L'8 dicembre 2010 esordisce in Champions League contro lo Žilina subentrando nel secondo tempo ad Evgenij Makeev (1-2). Il 3 marzo del 2011 gioca la sua prima partita nella coppa nazionale debuttando nel finale del secondo tempo nella sfida degli ottavi di finale contro il Sibir' Novosibirsk (0-2) subentrando a Pavel Jakovlev. Ozobić riesce a giocare anche un incontro nella Prem'er-Liga 2011-2012: gioca da titolare contro il Volga (1-0) venendo sostituito nel secondo tempo da Jakovlev. Non gioca altre partite in prima squadra, decidendo di andare in prestito in patria, all'Hajduk Spalato. A Spalato debutta il 25 febbraio del 2012 giocando da titolare contro l'Istra 1961 e venendo sostituito nel secondo tempo. A fine stagione conta 10 partite senza segnare.
La stagione 2012-2013 inizia con l'impegno in Europa League: Ozobić gioca da subentrando entrambe le sfide contro i lettoni dello Skonto (2-0 a Spalato e 1-0 a Riga) e da titolare la partita d'andata contro gli italiani del Inter, venendo sostituito alla fine del primo tempo.
In Prva HNL esordisce da titolare nel derby contro i rivali del RNK Spalato (1-0) giocando l'intera sfida.

### Nazionale
Nonostante giochi ancora nelle giovanili Ozobić è inserito nelle nazionali giovanili della Croazia: debutta il 5 settembre del 2006 nell'Under-16 venendo sostituito nel secondo tempo da Manuel Pavić contro i pari età dell'Irlanda. Il 25 ottobre dello stesso anno entra nell'Under-17 giocando le qualificazioni al Campionato europeo di calcio Under-17 2007 svoltosi in Belgio contro i pari età della Norvegia (0-5) subentrando a Saša Hojski nel secondo tempo. Il 9 febbraio del 2007 realizza la prima rete in Under-16, decisiva contro l'Ungheria (1-0). Due mesi dopo realizza la sua seconda ed ultima marcatura in Under-16: sigla il 5-1 contro la Georgia dopo esser subentrato pochi minuti prima ad Andrej Kramarić, autore della prima marcatura per i croati. Nell'estate del 2007 passa definitivamente all'Under-17: gioca 6 sfide in pochi mesi, realizzando un gol nel 2-0 sulla Bulgaria, partita valida per la qualificazione all'europeo di categoria. Nel marzo del 2008 gioca le sue ultime due partite con l'Under-17 (colleziona 13 presenze e 2 reti) arrivando all'Under-19 nel mese di agosto. Tra agosto e settembre scende in campo 6 volte, senza andare a segno. Ad ottobre gioca le qualificazioni per l'Europeo del 2009 in Ucraina. Nello stesso mese esordisce con l'Under-20 contro l'Italia (1-2) entrando nel secondo tempo al posto di Mato Jajalo. Il 2009 è l'anno dell'esordio in Under-21: il debutto avviene contro la Macedonia, quando sostituisce Dejan Lovren all'inizio del secondo tempo. Nei mesi successivi ritorna nell'Under-20 ed in seguito anche nell'Under-18 giocando 4 amichevoli tra aprile e maggio: in quella contro l'Italia realizza il vantaggio dei croati prima di uscire nel secondo tempo al posto di Tomislav Glumac (Gianmarco Zigoni sigla il pareggio per l'Italia nel secondo tempo). Ozobić non segnava nelle Nazionali giovanili dal 6 marzo 2008, quando subentrò a Niko Maričić al 16' realizzando il 2-0 contro la Svezia (partita finita 3-2), amichevole tra Under-17. Gioca ancora tra Under-20, Under-21 e Under-19: con quest'ultima gioca le qualificazioni per l'Europeo di categoria, perdendo la sfida decisiva contro i pari età della Francia, pur realizzando 3 gol. Quella con la Francia sarà la sua ultima sfida in Under-19, concludendo l'esperienza con 15 incontri e 3 marcature. A settembre ritorna nell'Under-21, giocando anche contro la Serbia l'incontro valido per le qualificazioni all'Europeo di categoria svoltosi in Danimarca. Nei primi mesi del 2011 gioca ancora qualche amichevole con l'Under-21 prima di ritornare nell'Under-20.
L'11 gennaio 2017 ha esordito con la nazionale maggiore nell'amichevole giocata contro il Cile.
Il 14 luglio 2021 ottiene la cittadinanza azera, diventando convocabile per la nazionale. Il 27 agosto seguente riceve la sua prima convocazione, per poi fare il suo esordio 4 giorni dopo nella sconfitta per 2-1 contro il Lussemburgo.

## Statistiche

### Cronologia presenze e reti in nazionale
| Cronologia completa delle presenze e delle reti in nazionale ― Azerbaigian | Cronologia completa delle presenze e delle reti in nazionale ― Azerbaigian | Cronologia completa delle presenze e delle reti in nazionale ― Azerbaigian | Cronologia completa delle presenze e delle reti in nazionale ― Azerbaigian | Cronologia completa delle presenze e delle reti in nazionale ― Azerbaigian | Cronologia completa delle presenze e delle reti in nazionale ― Azerbaigian | Cronologia completa delle presenze e delle reti in nazionale ― Azerbaigian | Cronologia completa delle presenze e delle reti in nazionale ― Azerbaigian |
| Data                                                                       | Città                                                                      | In casa                                                                    | Risultato                                                                  | Ospiti                                                                     | Competizione                                                               | Reti                                                                       | Note                                                                       |
| -------------------------------------------------------------------------- | -------------------------------------------------------------------------- | -------------------------------------------------------------------------- | -------------------------------------------------------------------------- | -------------------------------------------------------------------------- | -------------------------------------------------------------------------- | -------------------------------------------------------------------------- | -------------------------------------------------------------------------- |
| 1-9-2021                                                                   | Lussemburgo                                                                | Lussemburgo                                                                | 2 – 1                                                                      | Azerbaigian                                                                | Qual. Mondiali 2022                                                        | -                                                                          | 47’                                                                        |
| 4-9-2021                                                                   | Dublino                                                                    | Irlanda                                                                    | 1 – 1                                                                      | Azerbaigian                                                                | Qual. Mondiali 2022                                                        | -                                                                          | 79’                                                                        |
| 7-9-2021                                                                   | Baku                                                                       | Azerbaigian                                                                | 0 – 3                                                                      | Portogallo                                                                 | Qual. Mondiali 2022                                                        | -                                                                          | 62’                                                                        |
| 9-10-2021                                                                  | Baku                                                                       | Azerbaigian                                                                | 0 – 3                                                                      | Irlanda                                                                    | Qual. Mondiali 2022                                                        | -                                                                          |                                                                            |
| 12-10-2021                                                                 | Belgrado                                                                   | Serbia                                                                     | 3 – 1                                                                      | Azerbaigian                                                                | Qual. Mondiali 2022                                                        | -                                                                          | 73’                                                                        |
| 11-11-2021                                                                 | Baku                                                                       | Azerbaigian                                                                | 1 – 3                                                                      | Lussemburgo                                                                | Qual. Mondiali 2022                                                        | -                                                                          | 68’                                                                        |
| 14-11-2021                                                                 | Baku                                                                       | Azerbaigian                                                                | 2 – 2                                                                      | Qatar                                                                      | Amichevole                                                                 | -                                                                          | 66’                                                                        |
| 25-3-2022                                                                  | Ta' Qali                                                                   | Malta                                                                      | 1 – 0                                                                      | Azerbaigian                                                                | Amichevole                                                                 | -                                                                          | 76’                                                                        |
| 29-3-2022                                                                  | Ta' Qali                                                                   | Lettonia                                                                   | 1 – 0                                                                      | Azerbaigian                                                                | Amichevole                                                                 | -                                                                          | 73’                                                                        |
| 25-9-2022                                                                  | Mərdəkan                                                                   | Azerbaigian                                                                | 3 – 0                                                                      | Kazakistan                                                                 | UEFA Nations League 2022-2023 - 1º turno                                   | 1                                                                          | 88’                                                                        |
| 17-6-2023                                                                  | Baku                                                                       | Azerbaigian                                                                | 1 – 1                                                                      | Estonia                                                                    | Qual. Euro 2024                                                            | -                                                                          | 80’                                                                        |
| 9-9-2023                                                                   | Mərdəkan                                                                   | Azerbaigian                                                                | 0 – 1                                                                      | Belgio                                                                     | Qual. Euro 2024                                                            | -                                                                          | 84’                                                                        |
| 13-10-2023                                                                 | Tallinn                                                                    | Estonia                                                                    | 0 – 2                                                                      | Azerbaigian                                                                | Qual. Euro 2024                                                            | -                                                                          | 75’                                                                        |
| 22-3-2024                                                                  | Baku                                                                       | Azerbaigian                                                                | 1 – 0                                                                      | Mongolia                                                                   | Amichevole                                                                 | -                                                                          | 59’                                                                        |
| 25-3-2024                                                                  | Baku                                                                       | Azerbaigian                                                                | 1 – 1                                                                      | Bulgaria                                                                   | Amichevole                                                                 | -                                                                          | 83’                                                                        |
| Totale                                                                     |                                                                            | Presenze                                                                   | 15                                                                         |                                                                            | Reti                                                                       | 1                                                                          |                                                                            |

| Cronologia completa delle presenze e delle reti in nazionale ― Croazia | Cronologia completa delle presenze e delle reti in nazionale ― Croazia | Cronologia completa delle presenze e delle reti in nazionale ― Croazia | Cronologia completa delle presenze e delle reti in nazionale ― Croazia | Cronologia completa delle presenze e delle reti in nazionale ― Croazia | Cronologia completa delle presenze e delle reti in nazionale ― Croazia | Cronologia completa delle presenze e delle reti in nazionale ― Croazia | Cronologia completa delle presenze e delle reti in nazionale ― Croazia |
| Data                                                                   | Città                                                                  | In casa                                                                | Risultato                                                              | Ospiti                                                                 | Competizione                                                           | Reti                                                                   | Note                                                                   |
| ---------------------------------------------------------------------- | ---------------------------------------------------------------------- | ---------------------------------------------------------------------- | ---------------------------------------------------------------------- | ---------------------------------------------------------------------- | ---------------------------------------------------------------------- | ---------------------------------------------------------------------- | ---------------------------------------------------------------------- |
| 11-1-2017                                                              | Nanning                                                                | Cile                                                                   | 1 – 1 dts                                                              | Croazia                                                                | Amichevole                                                             | -                                                                      | 53’ 57’                                                                |
| 15-1-2017                                                              | Nanning                                                                | Cina                                                                   | 1 – 1 dts                                                              | Croazia                                                                | Amichevole                                                             | -                                                                      | 90+1’                                                                  |
| Totale                                                                 |                                                                        | Presenze                                                               | 2                                                                      |                                                                        | Reti                                                                   | 0                                                                      |                                                                        |

| Cronologia completa delle presenze e delle reti in nazionale ― Croazia under 21 | Cronologia completa delle presenze e delle reti in nazionale ― Croazia under 21 | Cronologia completa delle presenze e delle reti in nazionale ― Croazia under 21 | Cronologia completa delle presenze e delle reti in nazionale ― Croazia under 21 | Cronologia completa delle presenze e delle reti in nazionale ― Croazia under 21 | Cronologia completa delle presenze e delle reti in nazionale ― Croazia under 21 | Cronologia completa delle presenze e delle reti in nazionale ― Croazia under 21 | Cronologia completa delle presenze e delle reti in nazionale ― Croazia under 21 |
| Data                                                                            | Città                                                                           | In casa                                                                         | Risultato                                                                       | Ospiti                                                                          | Competizione                                                                    | Reti                                                                            | Note                                                                            |
| ------------------------------------------------------------------------------- | ------------------------------------------------------------------------------- | ------------------------------------------------------------------------------- | ------------------------------------------------------------------------------- | ------------------------------------------------------------------------------- | ------------------------------------------------------------------------------- | ------------------------------------------------------------------------------- | ------------------------------------------------------------------------------- |
| 11-2-2009                                                                       | Costrena                                                                        | Croazia under 21                                                                | 2 – 1                                                                           | Macedonia del Nord under 21                                                     | Amichevole                                                                      | -                                                                               | 51’                                                                             |
| 2-3-2010                                                                        | Reims                                                                           | Francia under 21                                                                | 3 – 1                                                                           | Croazia under 21                                                                | Amichevole                                                                      | -                                                                               | 82’                                                                             |
| 4-9-2010                                                                        | Kragujevac                                                                      | Serbia under 21                                                                 | 2 – 2                                                                           | Croazia under 21                                                                | Qual. Europeo Under-21 2011                                                     | -                                                                               | 90+5’                                                                           |
| 16-11-2010                                                                      | Zaprešić                                                                        | Croazia under 21                                                                | 2 – 1                                                                           | Slovenia under 21                                                               | Amichevole                                                                      | -                                                                               | 69’                                                                             |
| 9-2-2011                                                                        | Capodistria                                                                     | Slovenia under 21                                                               | 1 – 1                                                                           | Croazia under 21                                                                | Amichevole                                                                      | -                                                                               | 51’                                                                             |
| 24-3-2011                                                                       | Dugopolje                                                                       | Croazia under 21                                                                | 1 – 2                                                                           | Ucraina under 21                                                                | Amichevole                                                                      | -                                                                               | 51’                                                                             |
| Totale                                                                          |                                                                                 | Presenze                                                                        | 6                                                                               |                                                                                 | Reti                                                                            | 0                                                                               |                                                                                 |

## Palmarès

### Club
- Coppa di Croazia: 1

Hajduk Spalato: 2012-2013
- Campionato azero: 4

Qarabağ: 2018-2019, 2019-2020, 2021-2022, 2022-2023

### Individuale
- Capocannoniere della Premyer Liqası: 1

2016-2017 (11 gol, a pari merito con Rauf Əliyev)
- Capocannoniere della Coppa dell'Azerbaigian: 1

2017-2018 (4 gol)